# Podomyrma odae
Podomyrma odae är en myrart som beskrevs av Auguste-Henri Forel 1910. Podomyrma odae ingår i släktet Podomyrma och familjen myror. Inga underarter finns listade i Catalogue of Life.